# Charles Camoin
Charles Camoin (Marsiglia, 23 settembre 1879 – Parigi, 20 maggio 1965) è stato un pittore francese.

## Biografia
Quando era ancora un bambino, il padre pittore-decoratore morì; oltre alla perdita affettiva, questo fatto causò gravi problemi economici alla famiglia.

Dopo aver iniziato studi commerciali, venne indirizzato verso studi artistici, e quindi nel 1895 cominciò a studiare arte a Marsiglia; su incoraggiamento della madre, nel 1898 si iscrisse alla Scuola di Belle Arti di Parigi per studiare sotto l'insegnamento di Gustave Moreau, che però morì poco dopo.

Il tempo che Camoin passò nella scuola di Parigi gli permise di conoscere diversi giovani artisti che successivamente si associarono nel fauvismo, tra cui Henri Matisse.

Nel 1902 passò un certo periodo di tempo a Aix-en-Provence, dove conobbe la pittura di Paul Cézanne, di cui subì l'influenza rafforzata da una amicizia duratura instaurata fra i due pittori.
Nel 1905 espose al Salon d'Automne di Parigi con i fauves.

Il gruppo originale comprendeva Matisse, la cui personalità e il cui stile spiccavano sugli altri, ed altri artisti come Camoin, André Derain, Henri Manguin, Albert Marquet, Georges Rouault e Maurice de Vlaminck, a cui si unirono Georges Braque, Raoul Dufy e Kees Van Dongen; furono beffardamente etichettati come fauves (bestie selvagge) per l'uso “selvaggio” del colore, per certi versi simile all'espressionismo.

Camoin tuttavia non aderì mai pienamente alla rivoluzione cromatica fauve: rimase sempre vicino a Matisse, di cui fece un noto ritratto, ma ammirò anche Cézanne, Renoir e Bonnard.

Il suo stile rimane così a metà strada tra il gusto equilibrato di Matisse, con il quale nel 1912 e nel 1913 viaggiò e dipinse per il Marocco, e l'impressionismo di Renoir, che incontrò nel 1916 in Costa Azzurra, dove lavorò a lungo, dipingendo paesaggi e figure.
Camoin morì a Parigi il 20 maggio 1965.